# Station Galway Ceannt
Station Galway Ceantt is een spoorwegstation in Galway de hoofdplaats van het gelijknamige graafschap in Ierland. Ceantt is het eindpunt van de lijn Dublin - Galway. De huidige naam, vernoemd naar de Ierse vrijheidsstrijder Éamonn Ceannt, kreeg het station in 1966 bij de 50-jarige herdenking van de Paasopstand.

## Geschiedenis
Galway werd geopend in 1851. De eerste lijn, aangelegd door de Midland Great Western Railway, liep van het inmiddels gesloten station Broadstone via Mullingar en Athlone. Tot 1973 bleef de route via Mullingar in gebruik. Sindsdien gaan de treinen via Portarlington.
In 1869 werd de lijn van Athenry naar Ennis en Limerick geopend, gevolgd in 1894 door een noordelijke tak van Athenry naar Sligo. Deze lijnen werden in de jaren 70 en 80 van de twintigste eeuw gesloten. Sinds 2010 is de zuidelijke tak naar Limerick weer in gebruik.
Een derde bestemming werd in 1895 een verlenging van de lijn naar Clifden in het uiterste westen van Connemara. Deze lijn heeft slechts kort bestaan, in 1937 werd de lijn alweer gesloten.

## Verbindingen
In de dienstregeling van Iarnród Éireann voor 2015 heeft Galway verbindingen met  Dublin en Limerick. Naar Athenry rijden extra stoptreinen. 
Op werkdagen rijden er acht treinen naar en van  Dublin. Naar Limerick rijden dagelijks vijf treinen. Naast een stoptrein die 's ochtends en 's avonds tussen Galway en Athenry rijdt gaan er nog stoptreinen naar en van Athlone.